# Mount Jamroga
Mount Jamroga ist ein 2265 m hoher Berg im ostantarktischen Viktorialand. In den Bowers Mountains ragt er 13 km östlich des Mount Gow aus den schroffen Höhen zwischen dem Carryer-Gletscher und dem Sledgers-Gletscher auf.
Der United States Geological Survey kartierte ihn anhand eigener Vermessungen und Luftaufnahmen der United States Navy aus den Jahren von 1960 bis 1964. Das Advisory Committee on Antarctic Names benannte ihn 1970 nach Lieutenant Commander John Joseph Jamroga (1927–2014), Fotograf bei den Unterstützungseinheiten der US Navy in Antarktika in den Jahren 1967 und 1968.